# Banecykling
Banecykling er en sportsgren, hvor der køres rundt på en specialbygget bane. Der køres på banecykler, der har fast nav og ingen bremser.

## Discipliner
Banecykling dækker over et bredt spektrum af discipliner, men kan groft opdeles i to grupper: Sprint og udholdenhed.

### Sprintdiscipliner
Disse discipliner omfatter normalt mellem tre og otte omgange, hvor fokus alene er på sprintevner og taktik for at besejre modstandere på et lille antal omgange.
- Sprint: To ryttere kæmper mod hinanden, og efter at have set hinanden an i begyndelsen sætter de fart på til sidst for at nå først over stregen
- Keirin: En gruppe af ryttere starter sammen med pace fra en motorcykel, der gradvis øger hastigheden og forlader banen et stykke før mål, hvorpå deltagerne kæmper om at komme først
- Tidskørsel: Kun én rytter er på banen ad gangen, og denne kører så hurtigt som muligt den fastlagte distance. Distancen er 1000 m for mænd og 500 m for kvinder.
- Sprint for hold: Egentlig en tidskørsel for hold à to-tre ryttere

### Udholdenhedsdiscipliner
I disse discipliner kører rytterne længere end i sprintdisciplinerne, og derfor er udholdenheden i fokus. Derudover er også taktiske evner og fart vigtige.
- Individuelt forfølgelsesløb: To ryttere dyster mod hinanden, idet de starter på hver sin side af banen. Der køres en fast distance (4 km for mænd og 3 km for kvinder), og den af de to ryttere, der kommer først, vinder løbet
- Holdforfølgelsesløb: Som det individuelle forfølgelsesløb, men her kører to hold à fire ryttere imod hinanden. Holdets resultat afgøres af den næstsidste rytters tid
- Pointløb: Her kører et felt af ryttere en længere distance, og der uddeles point med mellemrum, hvor de første i feltet får fra fem point og ned, ligesom der gives ekstra point ved afslutningen af løbet. Desuden kan der opnås point ved at vinde en omgang fra feltet, og der tabes point, hvis man kommer en omgang bagud.
- Parløb (også kaldet madison): Her kører rytterne som par i et løb over en vis distance eller tid, og det gælder for et par om at nå så mange omgange som muligt. Rytterne skiftes til at køre med fuld fart og at køre langsomt for at genvinde kræfterne.
- Scratch: Disciplinen ligner pointløb, idet der ikke uddeles point undervejs; det er udelukkende den sidste spurt, der afgør løbet. Ryttere, der taber en omgang, udgår, mens ryttere, der vinder en omgang, altid besejre de øvrige ryttere ved afslutningen.
- Udskilningsløb eller elimineringsløb: Et felt af ryttere starter samlet, og for hver eller hver anden omgang udgår den bageste rytter, og der fortsættes, indtil der blot er en rytter tilbage.
- Omnium: En kombinationsdisciplin bestående af et antal almindelige discipliner kørt over en eller to dage. Disciplinerne ved todagesudgaven er: Scratch, individuelt forfølgelsesløb, udskilningsløb, tidskørsel, flyvende start og pointløb, mens endagesudgaven omfatter scratch, tempoløb, udskilningsløb og pointløb.

## Historie

### Dansk banecykling
Banecykling var tidligere en stor sport i Danmark, og der er stolte danske traditioner:
- Thorvald Ellegaard vandt 925 løb på 153 forskellige cykelbaner verden rundt. Han blev verdensmester i sprint i årene 1901, 1902, 1903, 1906, 1908 samt 1911.
- Hans-Henrik Ørsted var et stort navn i individuelt forfølgelsesløb i 1980'erne med flere VM titler.
- Dan Frost OL guld i 1988 i pointløb.
- Danmark fik bronze ved OL 1992 i Barcelona i holdforfølgelsesløbet.
- Peder Pedersen vandt VM i sprint for professionelle i 1974.
- Ole Ritter og Gert Frank gjorde deres på vinterbanerne for at cykelsporten blev hvermandseje. Gert Frank's sejrsliste er selv i dag af en imponerende størrelse. Ole Ritter's verdensrekorder: Hans første var i 100 km på tid og i 1967 satte han timerekorden. Den skulle senere Eddy Merckx slå.
- Niels Fredborg er den mest vindende i nyere tid, med tre gange VM guld, en gang OL guld samt både sølv og bronze i 1000 meter på tid.

#### Nutidig dansk banecykling
TVs dækning af sportsbegivenheder har affolket tribunerne på cykelbanerne, og det skiftende vejr har heller ikke gjort det lettere, men en permanent indendørsbane i Ballerup har gjort banecykling populært i Danmark igen.
I disse tider er dansk banecykling præget af ryttere som Lasse Norman Hansen, Alex Rasmussen, Michael Mørkøv, Kasper Jessen og Marc Hester.
Lasse Norman Hansen vandt OL i Omnium i 2012.

## Cykelbaner i Danmark

### Nuværende

#### Indendørs
- Ballerup Super Arena 2001-
- Thorvald Ellegaard Arena Odense 2014-

#### Udendørs
- Aarhus Cyklebane 1940-

### Nedlagte
- Svendborg Cykelbane 1886-?
- Rudkøbing Cykelbane 1887-?
- Cykelbanen på markedspladsen ved Heden i Odense 1887-1893
- Ordrupbanen 1888-2000
- Aahus Cyklebane på Galgebakken 1893
- Clubben Cyclistens træbane i Bernstorffsgade 1893-1904
- Aarhusbanen (Vejlby Fed) 1894-1899
- Cykelbanen i Fruens Bøge 1894-1910
- Cykelbanen i Slagelse 1894-?
- Cykelbanen i Maribo 1894-?
- Cykelbanen i Næstved 1895-1998
- Esbjerg Cykelbane (1895) 1949-1960
- Cykelbanen i Aalborg 1895-?
- Helsingør Cykelbane 1895-1906 (cementbane)
- Cykelbanen i Horsens 1896-1904 (cementbane)
- Cykelbanen i Nakskov 1896-1904
- Cykelbanen i Rønne 1897-? Almindingen
- Cykelbanen i Hareløkkerne i Almindingen (Bornholms Travbane) ?-?
- Cykelbanen i Robbedale i Almindingen ?-?
- Cykelbanen i Kolding 1898-1909
- Jordbanen ved Hammel ?-?
- Sabrobanen 1917-?
- Cyklebanen ved Aarhus Idrætspark "Gryden" 1922-1940
- Odense Cyklebane 1948-2013

### Provisoriske
- Brøndby Hallen Seksdagesløb 1998
- Forum København Seksdagesløb 1934-1997
- Messecenter Herning Seksdagesløb 1974-1983 og 1995-1998
- Århus Hallen Seksdagesløb 1954-1961

### Planerede

#### Indendørs
- Cykelbanen i Silkeborg træbane i de tidligere Sanistål-bygninger.